# Lola THL1
Lola THL1 — первый болид Формулы-1 команды Team Haas (USA) Ltd, спроектированный под руководством Нила Оутли и Джона Болдуина и построенный для участия в чемпионате 1985 года.

## История
Изначально команда планировала дебют в сезоне 1986 года и разрабытывала шасси под эксклюзивный турбомотор Ford. Однако новое шасси было построено к осени 1985 и было решено провести его тестирование в гоночных условиях. Оснащённая турбодвигателем Hart, под управлением австралийского Чемпиона мира Алана Джонса, машина приняла участие в нескольких гонках. Дебют вышел неважным: шасси получилось медленным и ненадежным, да и Джонс, вернувшийся в гонки после трёхлетнего перерыва, растерял спортивную форму.
Из-за задержки в поставке двигателей Ford в начале следующего года команде пришлось использовать шасси THL1. Лучшим результатом стало восьмое место Тамбе в Испании.

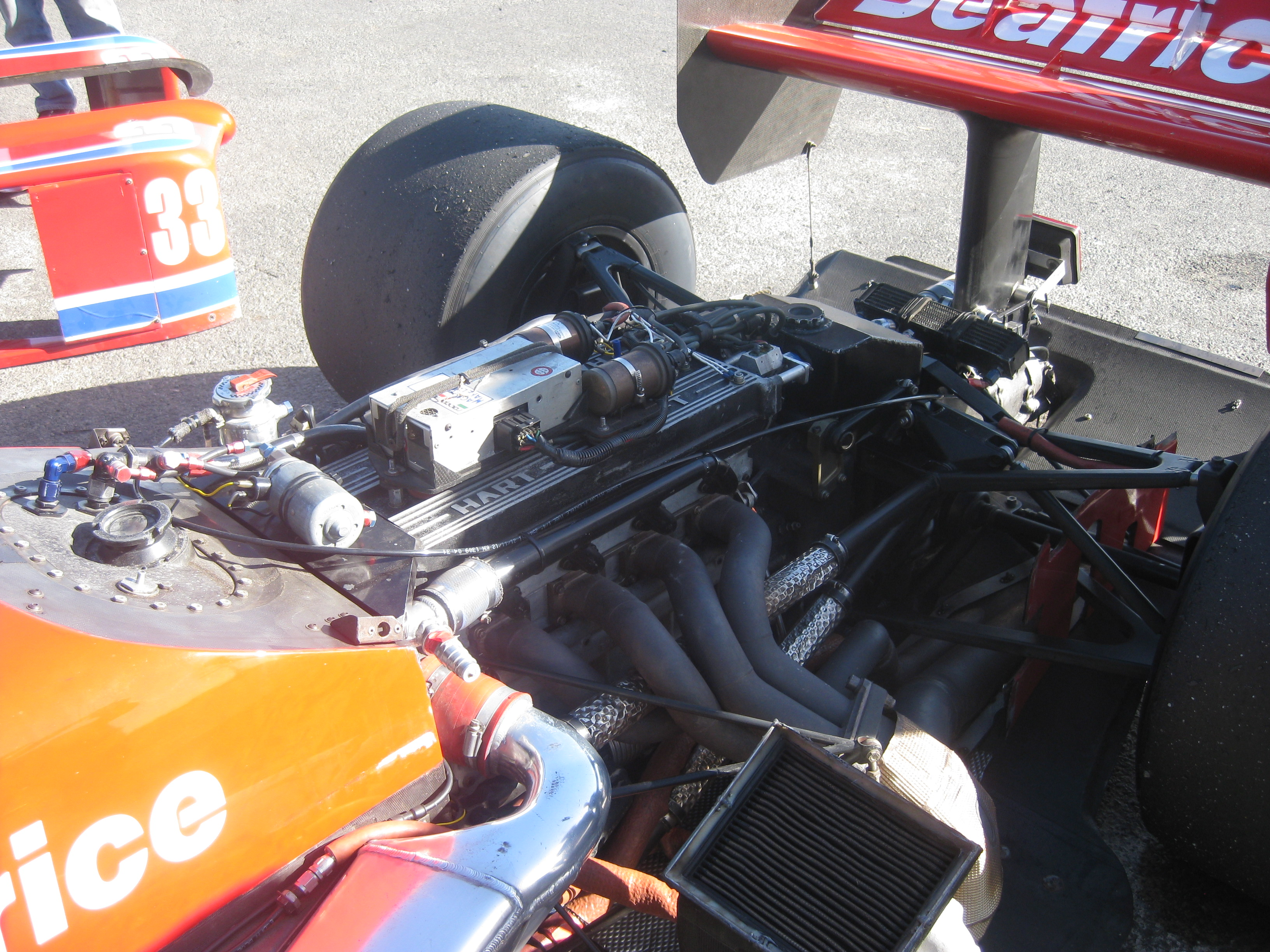
Двигатель Hart 415T на шасси Lola THL1

## Результаты выступлений в гонках
| Год  | Шасси | Двигатель          | Шины | Пилоты | 1    | 2    | 3    | 4   | 5   | 6   | 7   | 8   | 9   | 10  | 11  | 12   | 13  | 14   | 15  | 16   | Место | Очки |
| ---- | ----- | ------------------ | ---- | ------ | ---- | ---- | ---- | --- | --- | --- | --- | --- | --- | --- | --- | ---- | --- | ---- | --- | ---- | ----- | ---- |
| 1985 | THL1  | Hart 415T L4 Т 1,5 | G    |        | БРА  | ПОР  | САН  | МОН | КАН | ДЕТ | ФРА | ВЕЛ | ГЕР | АВТ | НИД | ИТА  | БЕЛ | ЕВР  | ЮАР | АВС  | НКЛ   | 0    |
| 1985 | THL1  | Hart 415T L4 Т 1,5 | G    | Джонс  |      |      |      |     |     |     |     |     |     |     |     | Сход |     | Сход | НС  | Сход | НКЛ   | 0    |
| 1986 | THL1  | Hart 415T L4 Т 1,5 | G    |        | БРА  | ИСП  | САН  | МОН | БЕЛ | КАН | ДЕТ | ФРА | ВЕЛ | ГЕР | АВТ | ИТА  | ПОР | ЕВР  | МЕК | АВС  | 8     | 6    |
| 1986 | THL1  | Hart 415T L4 Т 1,5 | G    | Джонс  | Сход | Сход |      |     |     |     |     |     |     |     |     |      |     |      |     |      | 8     | 6    |
| 1986 | THL1  | Hart 415T L4 Т 1,5 | G    | Тамбе  | Сход | 8    | Сход |     |     |     |     |     |     |     |     |      |     |      |     |      | 8     | 6    |

| Легенда к таблице |                                                                    |
| --- | ------------------------------------------------------------------ |
| В таблице перечислены результаты всех Гран-при Формулы-1, в которых использовался автомобиль. Строками таблицы являются сезоны, столбцами — этапы чемпионата мира. В каждой клетке указаны сокращённое название этапа и результат, дополнительно обозначенный цветом. Расшифровка обозначений и цветов представлена в нижеследующей таблице. |                                                                    |
| \| Пример \| Описание \| \| ------------ \| ------------------------------------------------------------------ \| \| 1 \| Победитель \| \| 2 \| Второе место \| \| 3 \| Третье место \| \| 5 \| Финишировал, заработав очки \| \| Сход \| Не финишировал, но при этом заработал очки \| \| 12 \| Финишировал, не получив очков \| \| НКЛ \| Финишировал, но не попал в финальную классификацию \| \| 15 \| Участвовал вне зачёта, либо по отдельной классификации \| \| 18 \| Не финишировал, но попал в финальную классификацию \| \| Сход \| Не финишировал \| \| НКВ \| Не прошёл квалификацию \| \| НПКВ \| Не прошёл предквалификацию \| \| ДСК \| Дисквалифицирован \| \| ИСК \| Исключён из протокола соревнований \| \| ТТ \| Заявлен для участия только в тренировках \| \| НС \| Участвовал в квалификации, но не стартовал в гонке \| \| Т \| Травмирован или болен \| \| ОТК \| Отказ от участия \| \| НТР \| Прибыл на соревнования, но на трассу не выезжал \| \| НПР \| Был заявлен в числе участников, но не прибыл к началу соревнований \| \| О \| Соревнования отменены \| \| \| Не участвовал \| \| Поул-позиция \| \| \| Быстрый круг \| \| |                                                                    |
| Пример | Описание                                                           |
| 1 | Победитель                                                         |
| 2 | Второе место                                                       |
| 3 | Третье место                                                       |
| 5 | Финишировал, заработав очки                                        |
| Сход | Не финишировал, но при этом заработал очки                         |
| 12 | Финишировал, не получив очков                                      |
| НКЛ | Финишировал, но не попал в финальную классификацию                 |
| 15 | Участвовал вне зачёта, либо по отдельной классификации             |
| 18 | Не финишировал, но попал в финальную классификацию                 |
| Сход | Не финишировал                                                     |
| НКВ | Не прошёл квалификацию                                             |
| НПКВ | Не прошёл предквалификацию                                         |
| ДСК | Дисквалифицирован                                                  |
| ИСК | Исключён из протокола соревнований                                 |
| ТТ | Заявлен для участия только в тренировках                           |
| НС | Участвовал в квалификации, но не стартовал в гонке                 |
| Т | Травмирован или болен                                              |
| ОТК | Отказ от участия                                                   |
| НТР | Прибыл на соревнования, но на трассу не выезжал                    |
| НПР | Был заявлен в числе участников, но не прибыл к началу соревнований |
| О | Соревнования отменены                                              |
| | Не участвовал                                                      |
| Поул-позиция |                                                                    |
| Быстрый круг |                                                                    |